# Adieu Paris
Adieu Paris és una pel·lícula francesa de 2021 dirigida per Édouard Baer. Es va estrenar al Festival Lumière de Lió el 10 d'octubre de 2021 i va arribar als cinemes de França el 26 de gener de 2022. S'ha subtitulat al català.
Està dedicada a Jean-François Stévenin —qui interpreta el personatge d'en Jeff—, va morir abans de l'estrena de la pel·lícula.
El rodatge va tenir lloc al bar-restaurant La Closerie des Lilas de París la setmana del 28 de setembre del 2020 i la del 16 de novembre.